# C.F. Liisberg
Carl Frederik Liisberg (15. maj 1860 i Aarhus – 19. april 1909 på Frederiksberg) var en dansk billedhugger og porcelænsmaler. Han var far til Hugo Liisberg.
Liisberg var en af Arnold Krogs første medarbejdere på Den kongelige Porcelænsfabrik. Han var medvirkende til, at fabrikken og dansk porcelænskunst fik en opblomstring. Han udførte figurmontagen til et rigt udsmykket musselmalet spisestel af Arnold Krog, men modellerede også skulpturer til underglasurprocelæn, bl.a. en isbjørn, der sidder på bagbenene. Liisberg havde stor andel i den opblomstring, den naturalistiske statuettekunst fik i det danske porcelæn. 
Han er begravet på Vestre Kirkegård.